# Apol·lo de Cirene
L'Apol·lo de Cirene és una escultura de marbre del déu grec Apol·lo. Forma part de la gran família escultòrica de l'Apol·lo Citaredo, creat en l'Antiga Grècia durant l'època clàssica, on el déu duu una lira o cítara, que recorda el seu paper com a déu de la música i inspirador de les Muses.
El prototipus fou sobretot conreat durant el període hel·lenístic, perquè la seua postura asimètrica permetia explorar diferents efectes plàstics del cos i les tensions entre repòs i moviment. L'Apol·lo de Cirene fou creat encontrapposto, accentuant-ne el dinamisme. L'obra és una còpia romana del segle II d'un original hel·lenístic, fet per un autor desconegut, a partir d'una combinació d'elements del famós Apol·lo Lici de Praxíteles i d'una variant seua, l'Apol·lo Citaredo de Timàrquides.

## Descobriment
Aquesta enorme escultura, de 2,29 metres d'alçada, fou trobada al gener del 1861 en la zona del Temple d'Apol·lo de Cirene, Líbia. L'excavaren el capità Robert Murdoch Smith i el comandant Edwin A. Porcher.
L'escultura estava trencada en 121 bocins a prop del gran pedestal on havia estat. Els fragments s'ajuntaren en el Museu Britànic per a crear una estàtua quasi intacta, a la qual sols li mancaven el braç dret i la mà esquerra. Després li donaren tractaments de conservació i farciment de buits. El braç dret i la mà esquerra, que no es trobaren, no van ser recreats.
Sembla que l'estàtua fou destruïda quan el Temple d'Apol·lo fou cremat durant la revolta jueva del 115-116. Una còpia completa se'n troba al Museu Arqueològic Nacional de Nàpols.

## Descripció
L'estàtua és còpia d'una obra hel·lenística que deu datar d'entre el 200 i el 150 abans de la nostra era.
L'autor d'aquest Apol·lo degué ser una persona molt qualificada, per l'acabat molt fi de la superfície i la soltesa de l'escultura. El cap té una llarga cabellera rinxolada. El tors és nu de front i les cames estan cobertes per un mantell, que també cobreix l'esquena i cau sobre l'espatla esquerra. La van fer quasi en un sol bloc de marbre, tret del braç dret i el canell esquerre. El braç dret descansa sobre el cap del déu, postura que convencionalment indicava que es trobava en estat d'inspiració divina. A la seva esquerra, una cítara descansa sobre un tronc d'arbre, en el qual s'enrosca una serp, i del qual penja un carcaix amb fletxes.
El van copiar diverses vegades en l'Antiguitat, però rebé poca atenció crítica després del seu redescobriment, fins a la primeria del segle xx: llavors l'art hel·lenístic es considerava una degeneració dels principis del classicisme prestigiós, tot i que al 1907 va ser reconegut en una ressenya de la revista de la Universitat de Cambridge, The Classical Review, com una de les còpies més reconegudes de notables originals grecs.